# باشگاه ورزشی اوربرو
باشگاه ورزشی اوربرو (انگلیسی: Örebro SK) یا (به خلاصه) ÖSK، یک باشگاه فوتبال حرفه ای سوئدی است که در اوربرو واقع شده است. این باشگاه وابسته به اتحادیه فوتبال شهرستان اوربرو است و بازی های خانگی خود را در ورزشگاه برن آرنا انجام می دهد.